# Federico Baldissera Bartolomeo Cornaro

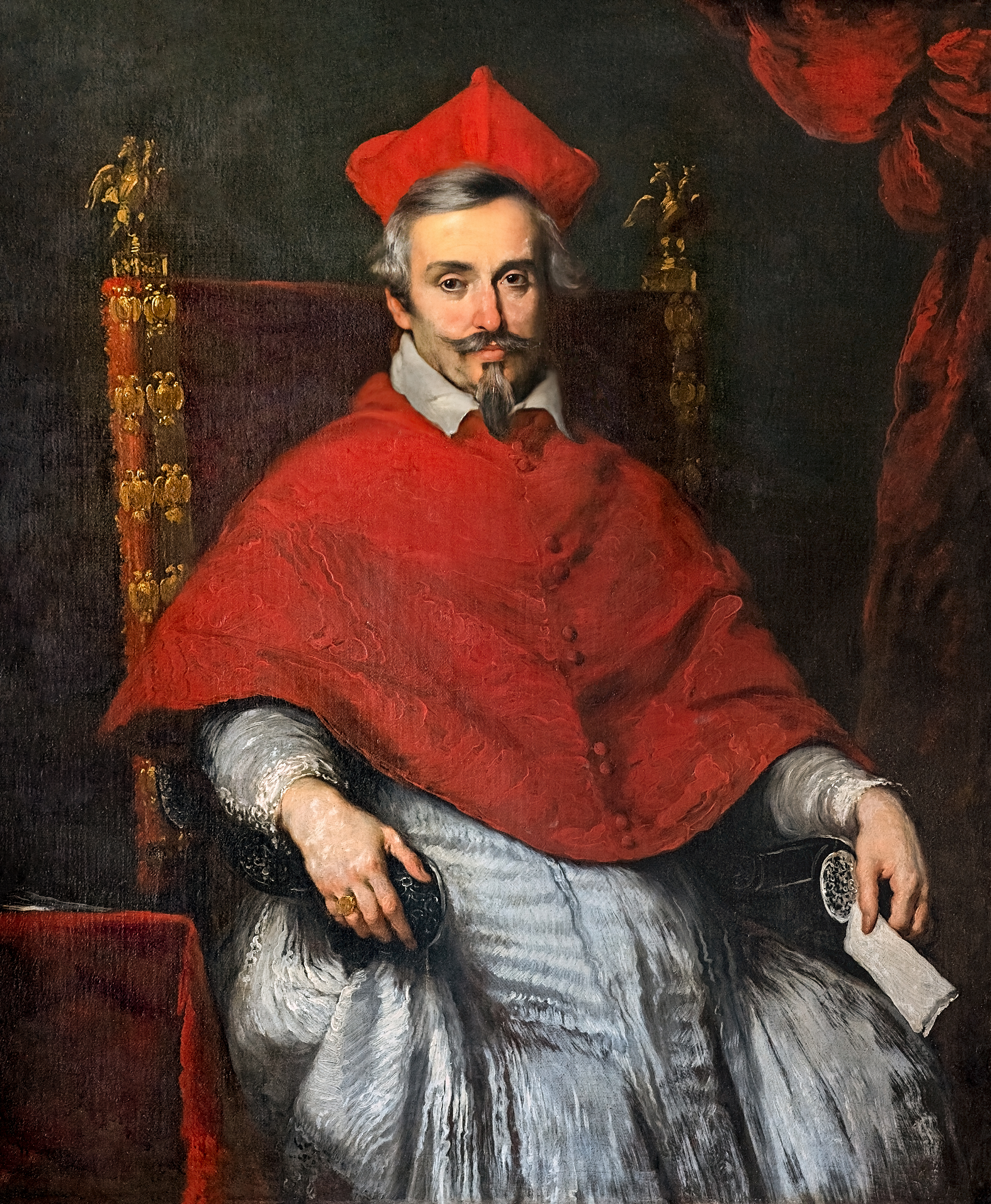
Bernardo Strozzi: Porträt des Kardinals Federico Cornaro, um 1640, Ca’ Rezzonico

Federico Baldissera Bartolomeo Cornaro, venezianisch Federigo Cornèr (* 16. November 1579 in Venedig; † 5. Juni 1653 in Rom), war ein italienischer Kardinal und Patriarch von Venedig.

## Leben
Federico Cornaro war ein Spross der mächtigen venezianischen Familie Cornaro (venezianisch: Cornèr). Sein Vater war der Doge Giovanni I. Corner, sein Onkel der Bischof von Treviso Francesco Cornaro, der 1596 Kurienkardinal in Rom wurde. Dorthin ging Federico 17-jährig zum Studium, kehrte jedoch nach dem Tod des Onkels 1598 nach Venetien zurück und setzte seine Studien an der Universität Padua fort. Dort gründete er 1599 mit Galileo Galilei und 24 weiteren Gefährten in seinem Haus die Accademia dei Ricovrati.

Kardinalswappen

Nach der juristischen Promotion ging Cornaro wieder nach Rom und wurde chierico di camera Clemens’ VIII. Ab 1623 hatte er nacheinander die Bischofsstühle von Bergamo, Vicenza und Padua inne, bevor er 1631 Patriarch seiner Heimatstadt Venedig wurde.
Bereits 1626 war er von Urban VIII. zum Kardinal erhoben und zum Kardinalpriester von Santa Maria in Traspontina ernannt worden. Er wechselte später häufiger seine Titelkirchen. Das Kardinalat war ihm gegen den Widerstand des Senats von Venedig verliehen worden, nach dessen Grundsätzen ein Dogensohn keine päpstlichen Ämter annehmen durfte. Die Wogen glätteten sich jedoch, und 1632 konnte er als Patriarch in San Pietro di Castello einziehen.
Beim Konklave 1644 setzte sich Cornaro für die Wahl Innozenz’ X. ein. Im selben Jahr verzichtete er wegen der angespannten Beziehungen zwischen Venedig und Rom auf sein Patriarchenamt und verfolgte stärker seine Karriere an der Kurie. 1652 wurde er noch Kardinalbischof des suburbikarischen Bistums Albano. Sein Ziel, selbst den Stuhl Petri zu besteigen, blieb seinen Zeitgenossen nicht verborgen.
Cornaro residierte im Palazzo Venezia und zeichnete sich als finanzstarker Mäzen repräsentativer Bauobjekte aus. Als Familiengrablege gab er 1647 bei Gian Lorenzo Bernini die Cappella Cornaro in der Kirche Santa Maria della Vittoria in Auftrag. Sie war ein Jahr vor seinem Tod vollendet und er wurde in ihr bestattet.